# Mort de Nelson Mandela

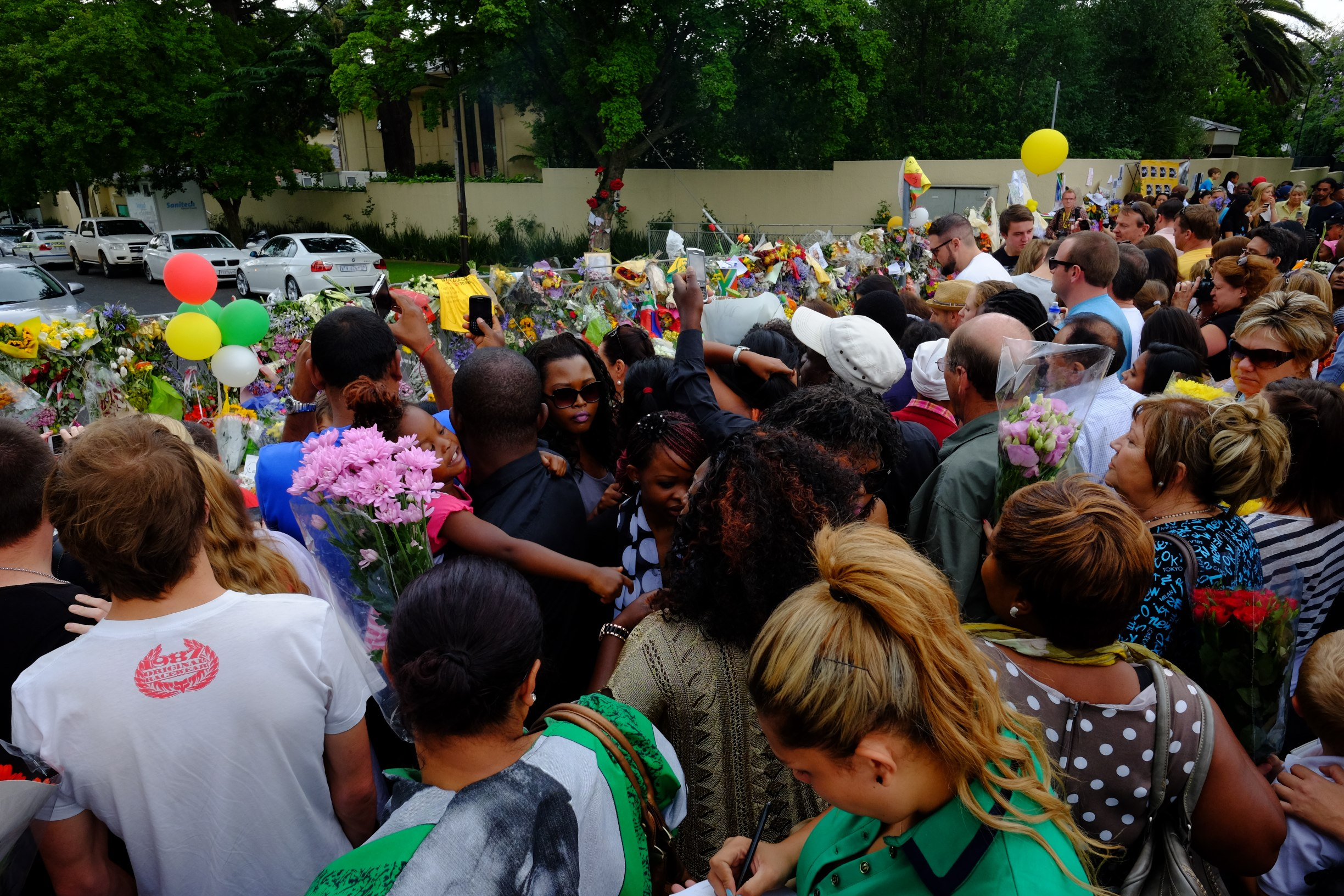
Rassemblements et veillées devant la maison de Mandela à Johannesburg

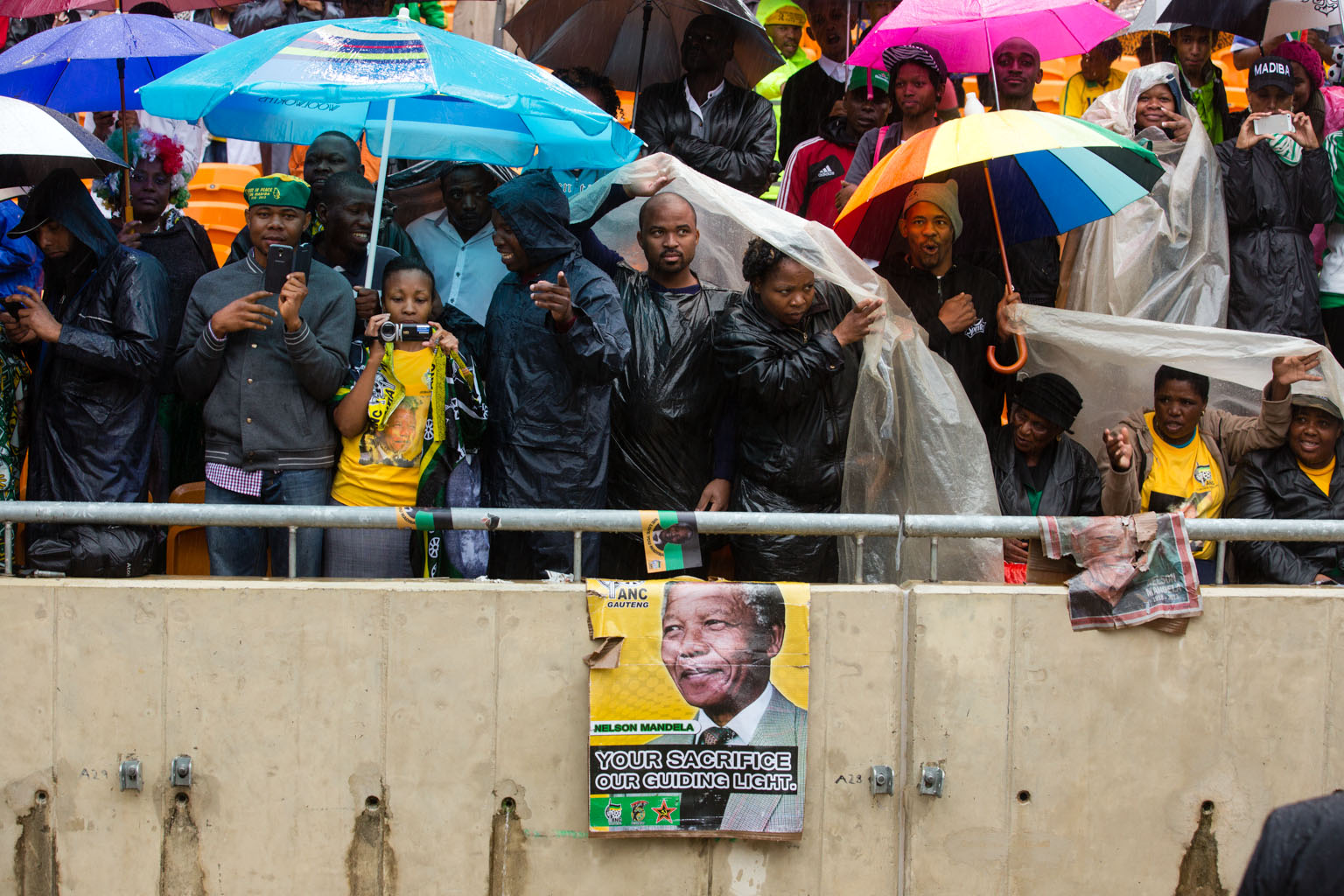
Cérémonie au FNB Stadium

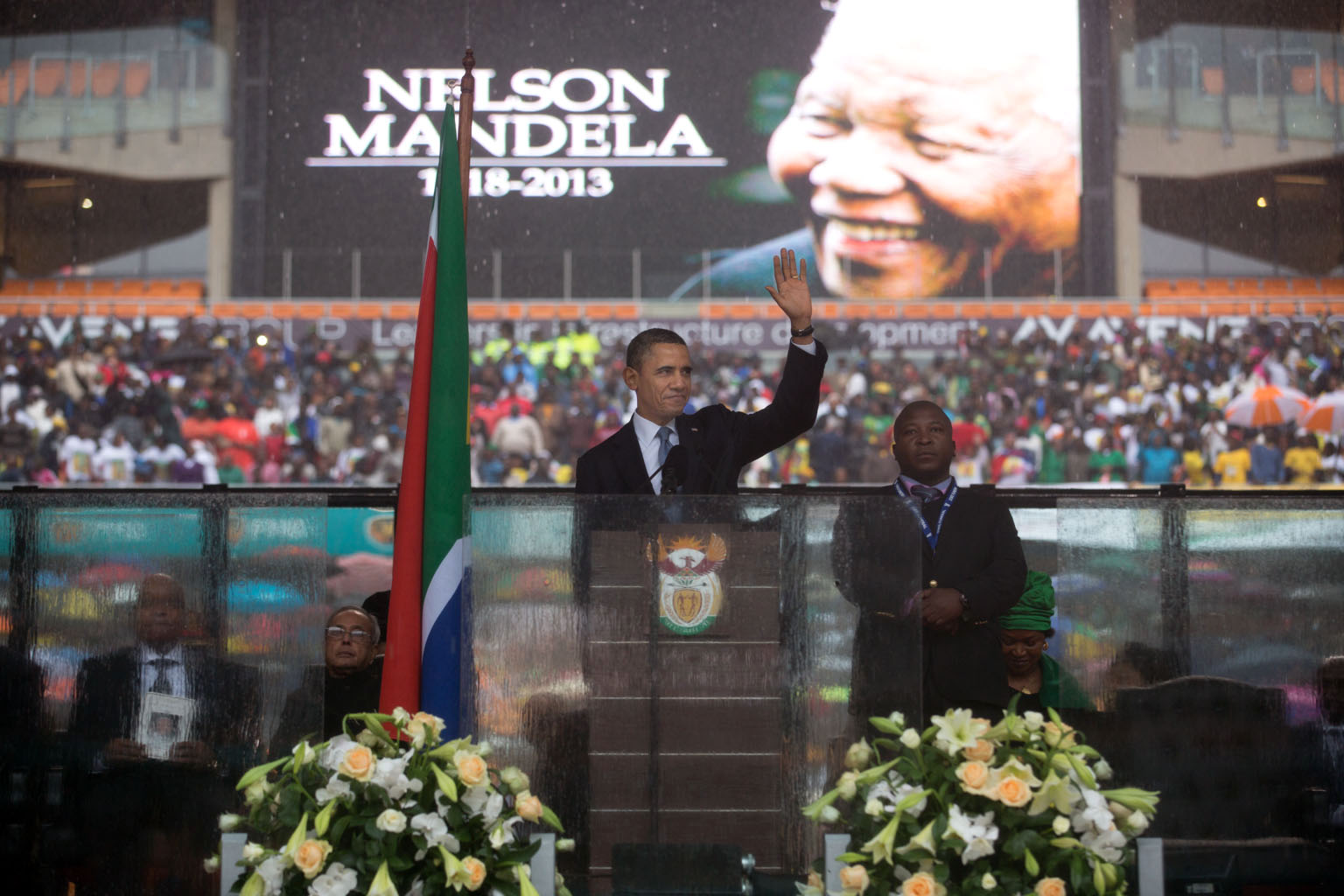
L'éloge d'Obama durant la cérémonie au FNB Stadium

La mort de Nelson Mandela survient le 5 décembre 2013 à son domicile de Houghton, à Johannesburg, en Afrique du Sud. Âgé de 95 ans, Nelson Mandela, le premier président noir de l'Afrique du Sud élu à la suite des premières élections parlementaires non raciales au suffrage universel, est mort des suites d'une longue infection respiratoire. Sa mort provoque de nombreuses réactions à travers le monde de la part des gouvernements, des organisations internationales et de diverses personnalités.
Une période de 10 jours de deuil national est alors décrétée par le gouvernement et de nombreuses cérémonies commémoratives sont menées à travers le pays. La cérémonie officielle d'adieu a eu lieu au FNB Stadium de Soweto le 10 décembre 2013. Par la suite, son corps est exposé durant 3 jours dans l’amphithéâtre des  bâtiments de l'Union à Pretoria (11 au 13 décembre 2013). 
Des funérailles d'État ont eu lieu le 15 décembre 2013 à Qunu dans la province du Cap oriental, où son corps a été inhumé.

## Annonce du décès
La mort de Nelson Mandela survient le 5 décembre 2013 aux alentours de 20 h 50 heure locale (GMT +2) à son domicile de Houghton, à Johannesburg. Il était âgé de 95 ans. Il avait regagné son domicile le 1er septembre 2013, après avoir passé près de trois mois à l'hôpital de Pretoria pour traiter une infection pulmonaire récurrente et était demeuré dans un état critique.
Sa mort est annoncée par le président Jacob Zuma. Une période de 10 jours de deuil national est alors décrétée.
À l'annonce de la mort de Nelson Mandela, plusieurs centaines de sud-africains se réunissent pour participer à une veillée devant son domicile à Johannesburg. Durant les 2 jours qui suivent, des milliers de personnes lui rendent également hommage dans des lieux symboliques telle que son ancienne maison à Soweto, devant la présidence à Pretoria, devant sa maison de Qunu ou devant l'hôtel du ville du Cap où il avait effectué son premier discours après sa libération en février 1990.

## Journée de prière et de réflexion
Le gouvernement sud-africain déclare le 8 décembre 2013 comme une journée nationale de prière et de réflexion.
« Nous appelons la population à se rassembler dans les salles, églises, mosquées, temples, synagogues et dans leurs maisons pour les services de prière et de méditation, une réflexion sur la vie de Madiba et sa contribution à notre pays et le monde. » - Jacob Zuma, 6 décembre 2013

## Cérémonie d'hommage du 10 décembre

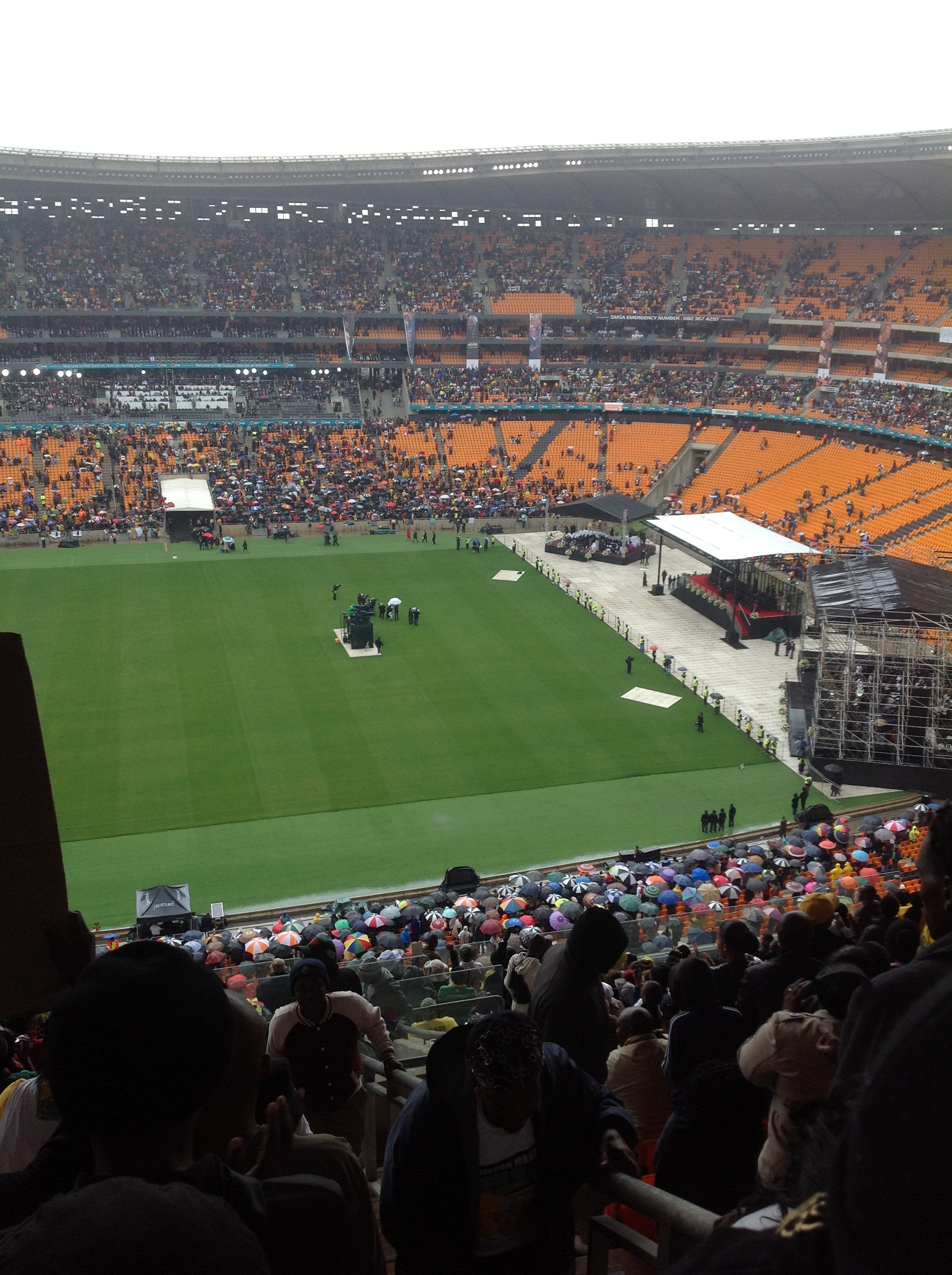
Cérémonie au FNB Stadium

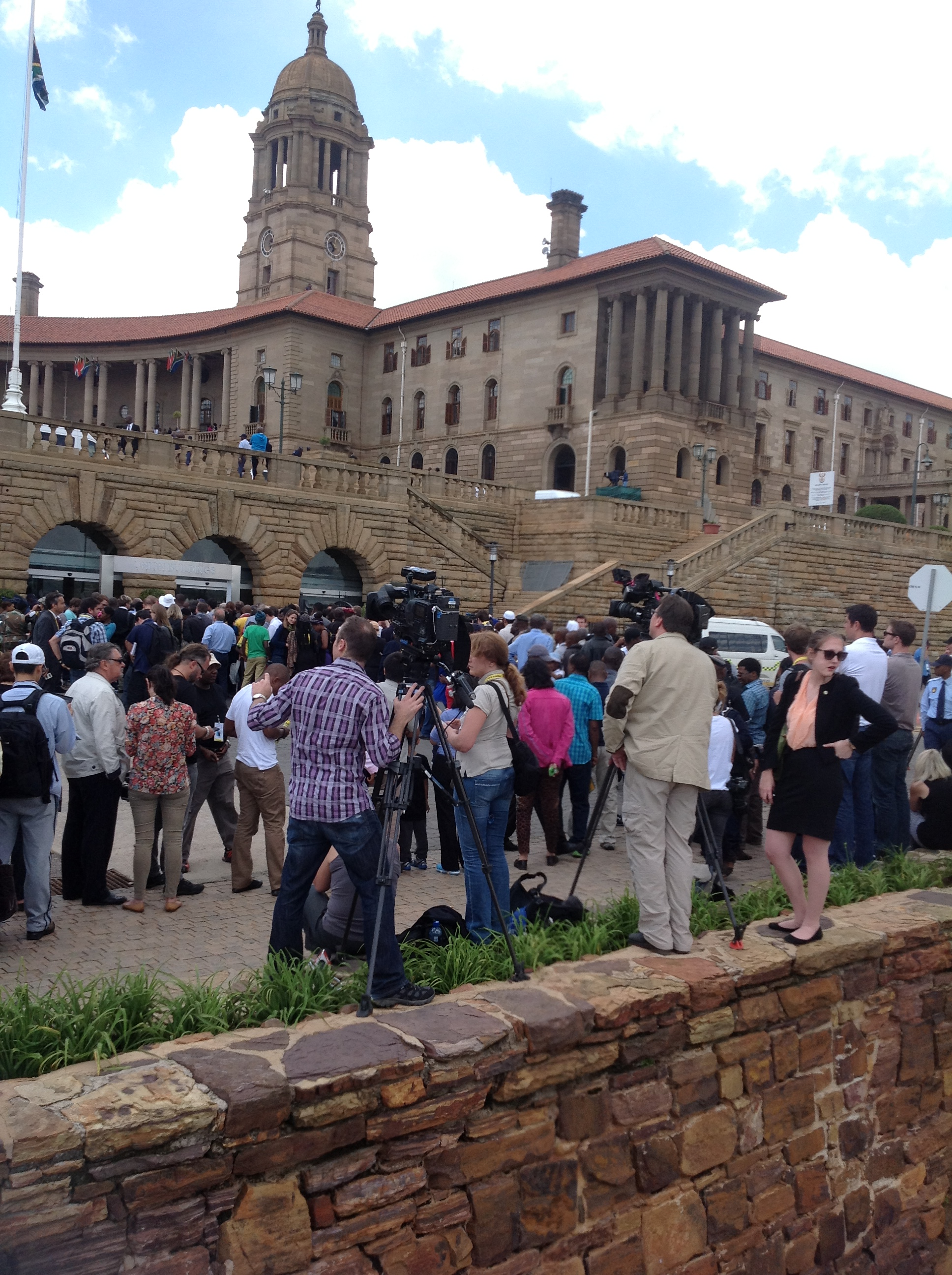
Recueillement du public devant la dépouille mortelle de Nelson Mandela aux Union Buildings à Pretoria

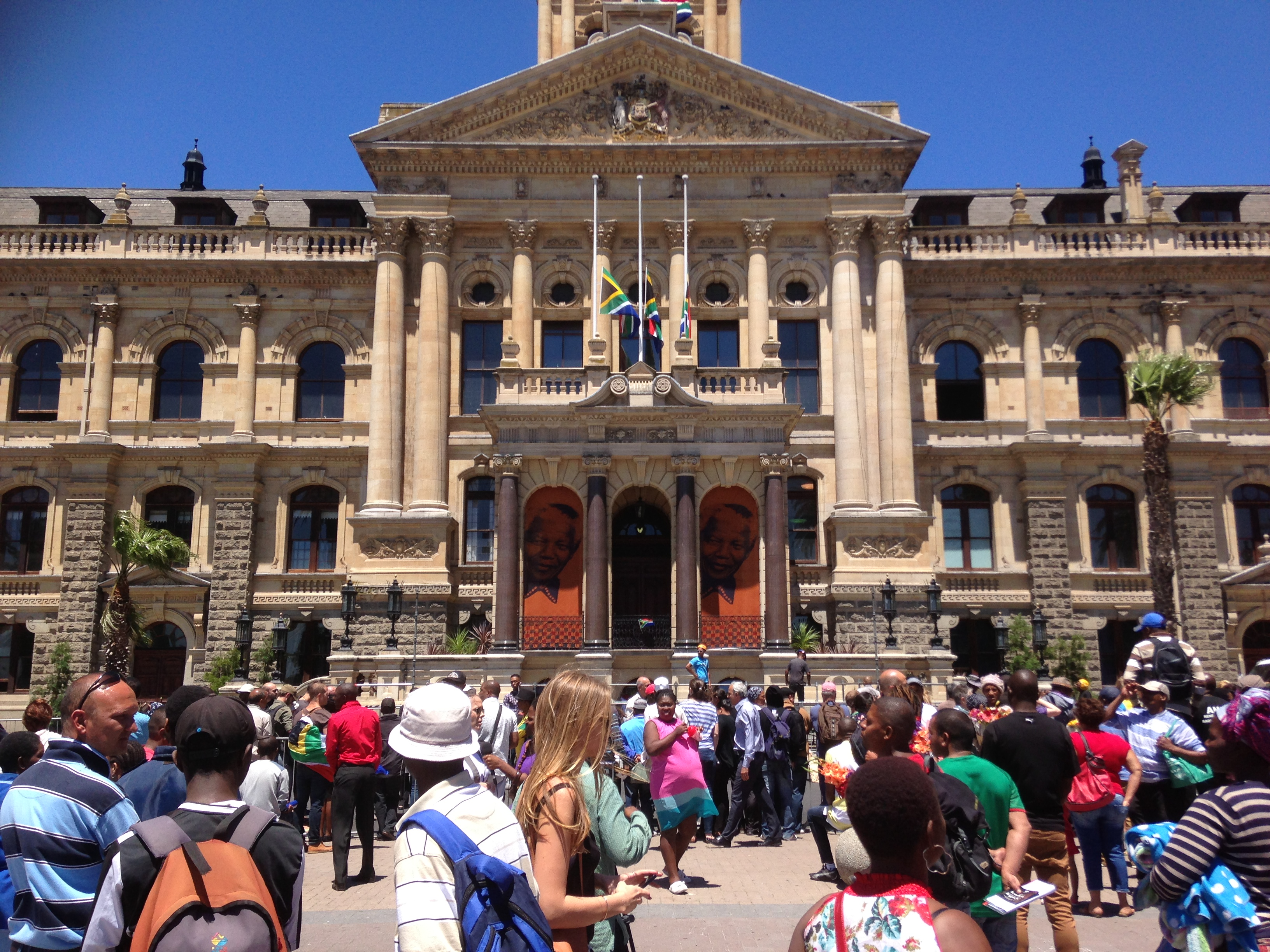
Commémoration sur la Grand Parade, devant l’hôtel de ville du Cap

### Déroulement
La cérémonie officielle d'hommage a eu lieu au FNB Stadium le mardi 10 décembre 2013 ; elle débute à 11h00 heure locale (GMT +2). Des écrans ont été également installés dans les stades voisins de Orlando et de l'Ellis Park. Une centaine de chefs d’État et de gouvernement, et 10 anciens présidents y assistent mais la mobilisation populaire est moins importante que prévu avec environ 60 000 participants, chiffre assez éloigné des 200 000 personnes annoncées. La raison peut en être que la cérémonie ait eu lieu un jour de semaine non férié, alors que le pays est en période de vacances scolaires et que le système de transport en commun est défaillant. En outre, la dépouille du premier Président noir d’Afrique du Sud n'était pas présent dans le stade. La cérémonie est néanmoins marquée par la poignée de mains entre le président américain Barack Obama et le président cubain Raúl Castro.

### Liste des personnalités présentes
53 chefs d'État participent aux cérémonies,.
| Chefs d’État et de gouvernement étrangers | Chefs d’État et de gouvernement étrangers | Chefs d’État et de gouvernement étrangers |
| Pays                                      | Titre                                     | Personnalité                              |
| ----------------------------------------- | ----------------------------------------- | ----------------------------------------- |
| Afghanistan                               | Président                                 | Hamid Karzai                              |
| Allemagne                                 | Président                                 | Joachim Gauck                             |
| Allemagne                                 | Chancelier                                | Angela Merkel                             |
| Australie                                 | Premier ministre                          | Tony Abbott                               |
| Bahamas                                   | Premier ministre                          | Perry Christie                            |
| Bangladesh                                | Président                                 | Abdul Hamid                               |
| Belgique                                  | Roi                                       | Philippe de Belgique                      |
| Bénin                                     | Président                                 | Yayi Boni                                 |
| Botswana                                  | Président                                 | Ian Khama                                 |
| Brazil                                    | Président                                 | Dilma Rousseff                            |
| Burundi                                   | Président                                 | Pierre Nkurunziza                         |
| Canada                                    | Premier ministre                          | Stephen Harper                            |
| Colombie                                  | Président                                 | Juan Manuel Santos                        |
| Comores                                   | Président                                 | Ikililou Dhoinine                         |
| Corée du Sud                              | Premier ministre                          | Jung Hong-won                             |
| Côte d’Ivoire                             | Président                                 | Alassane Ouattara                         |
| Croatie                                   | Président                                 | Ivo Josipović                             |
| Cuba                                      | Président                                 | Raúl Castro                               |
| Danemark                                  | Premier ministre                          | Helle Thorning-Schmidt                    |
| Djibouti                                  | Président                                 | Ismaïl Omar Guelleh                       |
| Espagne                                   | Premier ministre                          | Mariano Rajoy                             |
| États-Unis                                | Président                                 | Barack Obama                              |
| Éthiopie                                  | Premier ministre                          | Haile Mariam Dessalegn                    |
| Finlande                                  | Président                                 | Sauli Niinistö                            |
| France                                    | Président                                 | François Hollande                         |
| Gabon                                     | Président                                 | Ali Bongo Ondimba                         |
| Gambie                                    | Président                                 | Yahya Jammeh                              |
| Ghana                                     | Président                                 | John Dramani Mahama                       |
| Guinée                                    | Président                                 | Alpha Condé                               |
| Guinée équatoriale                        | Président                                 | Teodoro Obiang Nguema Mbasogo             |
| Guyana                                    | Président                                 | Donald Ramotar                            |
| Hongrie                                   | Président                                 | János Áder                                |
| Inde                                      | Président                                 | Pranab Mukherjee                          |
| Irlande                                   | Président                                 | Michael D. Higgins                        |
| Italie                                    | Président du Conseil                      | Enrico Letta                              |
| Jamaïque                                  | Premier ministre                          | Portia Simpson-Miller                     |
| Jordanie                                  | Premier ministre                          | Abdullah Ensour                           |
| Kenya                                     | Président                                 | Uhuru Kenyatta                            |
| Liban                                     | Premier ministre                          | Najib Mikati                              |
| Lesotho                                   | Premier ministre                          | Tom Thabane                               |
| Liberia                                   | Président                                 | Ellen Johnson Sirleaf                     |
| Luxembourg                                | Grand-Duc                                 | Henri                                     |
| Malawi                                    | Président                                 | Joyce Banda                               |
| Maurice                                   | Premier ministre                          | Navin Ramgoolam                           |
| Mexique                                   | Président                                 | Enrique Peña Nieto                        |
| Mozambique                                | Président                                 | Armando Guebuza                           |
| Namibie                                   | Président                                 | Hifikepunye Pohamba                       |
| Nouvelle-Zélande                          | Premier ministre                          | John Key                                  |
| Niger                                     | Président                                 | Mahamadou Issoufou                        |
| Nigeria                                   | Président                                 | Goodluck Jonathan                         |
| Norvège                                   | Premier ministre                          | Erna Solberg                              |
| Ouganda                                   | Président                                 | Yoweri Museveni                           |
| Palestine                                 | Président                                 | Mahmoud Abbas                             |
| Pakistan                                  | Président                                 | Mamnoon Hussain                           |
| Pays-Bas                                  | Roi                                       | Willem-Alexander                          |
| Pologne                                   | Premier ministre                          | Donald Tusk                               |
| Portugal                                  | Président                                 | Aníbal Cavaco Silva                       |
| République démocratique du Congo          | Président                                 | Joseph Kabila                             |
| République du Congo                       | Président                                 | Denis Sassou Nguesso                      |
| Roumanie                                  | Premier ministre                          | Victor Ponta                              |
| Royaume-Uni                               | Premier ministre                          | David Cameron                             |
| Sénégal                                   | Président                                 | Macky Sall                                |
| Serbie                                    | Président                                 | Tomislav Nikolić                          |
| Seychelles                                | Président                                 | James Michel                              |
| Slovénie                                  | Président                                 | Borut Pahor                               |
| Somalie                                   | Président                                 | Hassan Sheikh Mohamoud                    |
| Sud-Soudan                                | Président                                 | Salva Kiir Mayardit                       |
| Sri Lanka                                 | Président                                 | Mahinda Rajapaksa                         |
| Suède                                     | Premier ministre                          | Fredrik Reinfeldt                         |
| Suisse                                    | Président                                 | Ueli Maurer                               |
| Suriname                                  | Président                                 | Dési Bouterse                             |
| Swaziland                                 | Premier ministre                          | Sibusiso Dlamini                          |
| Tanzanie                                  | Président                                 | Jakaya Kikwete                            |
| Tchad                                     | Président                                 | Idriss Déby                               |
| Timor oriental                            | Premier ministre                          | Xanana Gusmão                             |
| Trinité-et-Tobago                         | Premier ministre                          | Kamla Persad-Bissessar                    |
| Tunisie                                   | Président                                 | Moncef Marzouki                           |
| Vénézuela                                 | Président                                 | Nicolás Maduro                            |
| Zambie                                    | Président                                 | Michael Sata                              |
| Zimbabwe                                  | Président                                 | Robert Mugabe                             |

| Princes héritiers et épouses de monarques | Princes héritiers et épouses de monarques |
| Pays                                      | Personnalité                              |
| ----------------------------------------- | ----------------------------------------- |
| Danemark                                  | Frederik, Prince héritier du Danemark     |
| Espagne                                   | Felipe, Prince des Asturies               |
| Japon                                     | Naruhito, Prince héritier du Japon        |
| Jordanie                                  | Rania, Reine de Jordanie                  |
| Monaco                                    | Charlène, Princesse consort de Monaco     |
| Norvège                                   | Haakon, Prince héritier de Norvège        |
| Suède                                     | Victoria, Princesse héritière de Suède    |

| Autres représentants de gouvernement | Autres représentants de gouvernement | Autres représentants de gouvernement                                         |
| Pays                                 | Titre | Personnalité                                                                 |
| ------------------------------------ | --- | ---------------------------------------------------------------------------- |
| Algérie                              | Président du Conseil de la nation | Abdelkader Bensalah                                                          |
| Angola                               | Vice-président | Manuel Domingos Vicente                                                      |
| Arabie saoudite                      | Second vice-Premier ministre | Muqrin bin Abdulaziz Al Saud                                                 |
| Argentine                            | Vice-président | Amado Boudou                                                                 |
| Chine                                | Vice-président | Li Yuanchao                                                                  |
| Émirats arabes unis                  | Ministre de la Culture | Nahyan bin Mubarak Al Nahyan                                                 |
| Estonie                              | Ministre des Affaires étrangères | Urmas Paet                                                                   |
| États-Unis                           | Conseillère à la sécurité nationale | Susan Rice                                                                   |
| France                               | Ministre des Affaires étrangères Garde des Sceaux, ministre de la Justice                                                                 | Laurent Fabius Christiane Taubira                                            |
| Inde                                 | Présidente du Congrès national indien Ministre du Commerce et de l’Industrie Chef de l’opposition Membre du Parlement Membre du parlement | Sonia Gandhi Anand Sharma Sushma Swaraj Sitaram Yechur Satish Chandra Mishra |
| Iran                                 | Ministre des Affaires étrangères | Mohammad Javad Zarif                                                         |
| Israel                               | Président de la Knesset | Yuli-Yoel Edelstein                                                          |
| Italie                               | Présidente de la Chambre des députés | Laura Boldrini                                                               |
| Pays-Bas                             | Ministre des Affaires étrangères | Frans Timmermans                                                             |
| Pologne                              | Ministre des Affaires étrangères | Radosław Sikorski                                                            |
| Pérou                                | Vice-président | Marisol Espinoza[réf. nécessaire]                                            |
| Philippines                          | Vice-président | Jejomar Binay                                                                |
| Russie                               | Présidente du Conseil de la fédération | Valentina Matviyenko                                                         |
| Vatican                              | Président du Conseil pontifical pour la justice et la paix                                                                                | Cardinal Peter Turkson                                                       |
| Singapour                            | Vice-Premier ministre | Tharman Shanmugaratnam                                                       |
| Soudan                               | Vice-président | Bakri Hassan Saleh                                                           |

| Anciens leaders  | Anciens leaders |
| ---------------- | --- |
| Nations unies    | - Kofi Annan |
| Brésil           | - Luiz Inacio Lula da Silva |
| Canada           | - Kim Campbell - Brian Mulroney - Jean Chrétien |
| Finlande         | - Martti Ahtisaari |
| France           | - Nicolas Sarkozy, ancien président de la République française - Robert Hue, ancien secrétaire général du Parti communiste français - Claude Hoarau, ancien député de La Réunion |
| Irlande          | - Mary Robinson |
| Japon            | - Yasuo Fukuda |
| Pologne          | - Lech Wałęsa |
| Nouvelle-Zélande | - Jim Bolger |
| États-Unis       | - George W. Bush - Bill Clinton - Jimmy Carter - Hillary Clinton, ancienne secrétaire d'État                                                                                     |

| Organisations supranationales | Organisations supranationales                   | Organisations supranationales |
| Organisation                  | Titre                                           | Personnalité                  |
| ----------------------------- | ----------------------------------------------- | ----------------------------- |
| Union africaine               | Président de la Commission de l'Union africaine | Nkosazana Dlamini-Zuma        |
| Commonwealth of Nations       | Secrétaire général                              | Kamalesh Sharma               |
| Ligue arabe                   |                                                 | Samir Hosny                   |
| Nations unies                 | Secrétaire général                              | Ban Ki-moon                   |
| Conseil européen              | Président                                       | Herman Van Rompuy             |
| Union européenne              | Président de la commission européenne           | José Manuel Barroso           |

| Célébrités                                                                         |
| ---------------------------------------------------------------------------------- |
| Christiane Amanpour, journaliste irano-britannique                                 |
| Bono, chanteur du groupe U2 et militant                                            |
| Richard Branson, homme d’affaires britannique                                      |
| Laura Bush, ancienne première dame des États-Unis                                  |
| Naomi Campbell, top modèle britannique                                             |
| Chelsea Clinton, journaliste américaine fille de Bill Clinton et d'Hillary Clinton |
| Anderson Cooper, journaliste américain                                             |
| Peter Gabriel, chanteur britannique                                                |
| Bill Gates, homme d’affaires américain                                             |
| Monseigneur Emmanuel Lafont, évêque de Cayenne depuis 2004                         |
| Bernard Lapasset, dirigeant français de rugby à XV                                 |
| Michelle Obama, première dame des États-Unis                                       |
| Charlize Theron, actrice                                                           |
| Valérie Trierweiler, compagne du président de la République française              |
| Oprah Winfrey, productrice et animatrice TV américaine                             |

### Controverses
Une polémique apparaît à la suite de la traduction en direct des discours en langue des signes. L'agent en question, Thamsanqa Jantjie, est qualifié d'imposteur par Cara Loening, directrice de l’organisme Éducation et développement de la langue des signes au Cap, l'accusant de n'avoir « pas fait un seul signe », juste d'avoir « battu l'air avec ses bras ». L'intéressé s'est excusé de sa prestation en plaidant la schizophrénie. Le gouvernement sud-africain a réagi en admettant que l'individu n'était pas un professionnel et qu'ils avaient été « floués » par l'entreprise chargée de fournir l'interprète.
Une autre polémique entoure le selfie groupé de la Première Ministre danoise Helle Thorning Schmidt, du Premier Ministre britannique David Cameron et du Président américain Barack Obama, pendant la cérémonie funèbre. Leur photographie par Roberto Schmidt (responsable de la photo à l'Agence France-Presse) est diffusée dans la presse internationale,.
La cérémonie est aussi marquée par des huées adressées par une partie du public au président Jacob Zuma. Les images de la télévision sud-africaine (SABC) montre notamment la présence au sein de l'assistance de nombreux partisans des Economic Freedom Fighters, le parti anti-Zuma de Julius Malema. L'allocution du président sud-africain se termine notamment dans un stade presque vide.
Quelques jours plus tard, l'archevêque Desmond Tutu, critiquant la prédominance du Congrès national africain (ANC) lors des cérémonies officielles, déplore l'absence de l’Église réformée hollandaise aux cérémonies rendant hommage à Nelson Mandela mais aussi le fait qu'aucun Afrikaner n'ait été invité à prendre la parole et que la langue afrikaans ait été si peu entendue

## Exposition du corps
Durant 3 jours, du 11 décembre au 13 décembre 2013, le corps de Nelson Mandela est transporté de l’hôpital militaire aux Union Buildings à Pretoria où il est exposé au public dans l’amphithéâtre, entouré d'une garde d'honneur. Une foule importante, estimée à 100 000 personnes, vient saluer la dépouille du héros national.

## Funérailles d'État
Après dix jours de deuil national, les funérailles d'État ont lieu le 15 décembre 2013 à Qunu dans la province de Cap oriental en présence de 4 500 invités dont le président Zuma, Desmond Tutu, le prince Charles, les anciens premiers ministres français Lionel Jospin et Alain Juppé mais aussi son ancien compagnon de lutte, Ahmed Kathrada, invité à prendre la parole tout comme la présidente du Malawi, Joyce Banda. Dalibhunga, le nom donné à Mandela lors de son initiation rituelle à 16 ans, a été inhumé en milieu de journée dans l'intimité familiale (450 personnes) et à l'écart des médias, .

## Réactions

### Gouvernements

#### Afrique
- Côte d'Ivoire : La Côte d'Ivoire contribue aussi et célèbre à sa façon en diffusant des vidéos de lui durant une semaine. Des discours sont prononcés pour montrer la compassion avec l'Afrique du Sud[réf. nécessaire].

#### Asie
- Bangladesh : le gouvernement décrète trois jours de deuil national pour l'icône de la lutte anti-apartheid et le symbole mondial de la réconciliation et de la cohabitation fraternelle. Le président Abdul Hamid affirme quant à lui que Mandela restera éternellement dans les mémoires pour sa longue lutte pour la liberté du peuple.

- Birmanie : Aung San Suu Kyi exprime sa « [...] peine profonde après la mort d'un homme qui s'est battu pour les droits de l'Homme et l'égalité dans ce monde. Il nous a fait comprendre à tous que personne ne devrait être pénalisé pour la couleur de sa peau, pour les circonstances dans lesquelles il est né[30]. »

- Brunei : le sultan Hassanal Bolkiah envoie un message de condoléance au président Jacob Zuma, dans lequel il affirme que « Mandela manquera beaucoup non seulement au peuple sud africain, mais aussi au monde qui le savait être le phare de l'espoir et du courage, et une force morale dans les relations internationales. »

- Chine : le président fait savoir que « le peuple chinois gardera en mémoire son remarquable apport aux relations sino-sud-africaines et à la cause du genre humain[31]. »

- Corée du Nord : le pays salue le « combat contre le racisme et en faveur de la démocratie » par l'intermédiaire de Kim Yong-nam[32].

- Iran : le président Hassan Rohani écrit que « Nelson Mandela avait une forte conviction, en la liberté et l’égalité des hommes, non seulement dans son pays l’Afrique du Sud, mais à travers le monde ; dans cette conviction, il ne s’est jamais autorisé la moindre hésitation[33]. »

- Vietnam : Truong Tan Sang déclare que « le Parti, l'État et le peuple vietnamiens ont exprimé leur regret infini à Nelson Mandela, un dirigeant éminent du mouvement de la lutte contre l'apartheid[34]. »

#### Europe
- Albanie : Bujar Nishani, Président albanais : « J'ai été immensément attristé lorsque j'ai appris le décès de Nelson Mandela. L'humanité, avec cette perte, fait ses adieux à l'un des plus éminents leaders moraux et à une icône de la résistance et de la lutte pour la justice et la dignité humaine. Mandela ne s'est jamais agenouillé dans sa lutte contre l'apartheid, pas même lorsqu'il a été privé de liberté pendant 27 ans. Ces longues années de souffrance n'ont ni affaibli Mandela, ni tué son esprit. Au contraire, elles l'ont rempli du désir de réconciliation et de compréhension entre les peuples. Lui et son rêve ont triomphé. Sa vision et sa bonté ont sauvé le peuple sud-africain de la souffrance et des difficultés. Nelson Mandela, avec sa course ininterrompue vers la liberté, a laissé à l'humanité un héritage d'une valeur immense et éternelle, le modèle de transformation d'une époque et d'une vie de bonté et de sagesse. En mon nom et au nom du peuple albanais, je voudrais présenter nos profondes condoléances à son épouse, Graça Machel, à toute sa famille et au peuple d'Afrique du Sud. Nous, Albanais, nous joignons au peuple sud-africain et au monde entier dans ce deuil »[35]
- Belgique : Elio Di Rupo, Premier ministre de Belgique, publie une déclaration disant que Mandela « restera une source d'inspiration pour des millions de personnes »
- Belgique : Kris Peeters, ministre-président du gouvernement flamand, présente ses « condoléances au peuple sud-africain et à tous ceux qui tirent de la sagesse de l'histoire exceptionnelle de la vie de Mandela ».
- Bulgarie : Kristian Viguenin, ministre des Affaires étrangères de Bulgarie exprime ses condoléances, qualifiant Mandela de « personne qui a laissé une trace brillante dans l'histoire de l'Afrique du Sud... et de l'humanité »[36]
- République tchèque : Jiří Rusnok, Président du gouvernement de la Tchéquie déclare que Mandela « était non seulement une figure éminente de la vie politique et sociale de la République d'Afrique du Sud, mais aussi l'un des leaders mondiaux les plus inspirants de notre époque. Il a incarné la lutte contre le racisme et l'injustice »[37]
- Danemark : Helle Thorning-Schmidt, Premier ministre du Danemark, publie une déclaration, qualifiant Mandela de « phare d'espoir dans la lutte contre l'oppression et l'injustice dans le monde. » et déclare que « les idéaux et les actions de Mandela seront à jamais une source d'inspiration pour nous tous dans la lutte pour la justice mondiale et les de l'homme pour tous ». Elle transmet également ses condoléances à la famille de Mandela et au peuple sud-africain[38].
- Finlande : Sauli Niinistö, Président de la République de Finlande, envoie une lettre au président sud-africain en exercice, Jacob Zuma, déclarant que « les Finlandais et le monde entier se souviendront de la contribution de Mandela à la paix, aux droits de l'homme et à la démocratie »[39]
- France : François Hollande, le Président de la République française, commente la poursuite future des idéaux de Mandela, déclarant que « le message de Mandela ne mourra jamais. Il continuera à inspirer les combattants de la liberté et à donner confiance à ceux qui défendent les causes justes et les droits universels »[40]
- Grèce : Antónis Samarás, Premier ministre de Grèce, déclare que non seulement les Sud-Africains, mais aussi l'ensemble de la communauté internationale, pleurent un héros qui a écrit de grandes pages de l'histoire moderne. Un symbole de la lutte pour la dignité humaine, l'égalité et la liberté pour un monde meilleur et plus juste. Il décrit également Nelson Mandela comme un combattant idéologique contre la violence, l'apartheid et toutes les formes de racisme et que les Grecs honoreront à jamais sa mémoire[41].
- Hongrie : Viktor Orbán, Premier ministre de Hongrie, exprime les sincères condoléances des Hongrois à la famille de Mandela et au peuple sud-africain. Il souligne que le combat de Mandela pour la démocratie a été une source d'inspiration pendant les années de la dictature communiste et pendant la période de transition vers le système politique démocratique en Hongrie. János Áder, le Président de la République de Hongrie exprime également « sa peine et sa sympathie les plus sincères au nom du peuple hongrois », selon lui, Nelson Mandela restera un symbole de liberté pour le monde entier[42].
- Irlande : Enda Kenny : Taoiseach exprime sa sympathie et écrit « Aujourd'hui, une grande lumière s'est éteinte. Le garçon du Transkei a terminé sa longue marche. Son voyage a transformé non seulement l'Afrique du Sud, mais l'humanité elle-même »[43]
- Monaco : Prince de Monaco : Le palais publie une déclaration indiquant que le prince et la princesse de Monaco (qui est née en Afrique du Sud), « considéraient tous deux Mandela comme un exemple, un symbole de réconciliation, un grand homme qui, par son courage, son altruisme et sa générosité, a changé le cour de l'histoire »[44]

## Autres commémorations

### Afrique du Sud
Le Cap organise une commémoration interconfessionnelle sur la Grand Parade, le dimanche 8 décembre 2013. Une veillée funèbre publique a lieu au même endroit la veille des funérailles de Mandela. Le Cap accueille également un concert hommage au Cape Town Stadium le 13 décembre 2013.

### Émirats arabes unis
Une commémoration en l'honneur de Mandela a lieu le 11 décembre 2013 à Abou Dabi, au ECC Building à 18 h 30 heure locale. Un imam et un prêtre ont été invités à offrir une prière pour Mandela.

### États-Unis
Une cérémonie honorant Nelson Mandela a eu lieu le 11 décembre 2013 à la cathédrale nationale de Washington à Washington.

### Royaume-Uni
La reine Élisabeth II honore Nelson Mandela à l'abbaye de Westminster en 2014. Le 9 décembre 2013, l'église St Martin-in-the-Fields organise une cérémonie d'hommage à la mémoire de Nelson Mandela, conduite par son vicaire, le révérend Sam Wells.